# Sagamiko
Sagamiko (jap. 相模湖町 Sagamikomachi, deutsch ‚Stadt Sagamiko‘, englisch Sagamiko Town/Town of Sagamiko; später als Ortsteil 2006–2010 gleich geschrieben Sagamikochō gelesen), Sagamisee, war eine Stadt (machi) am Sagamisee (Sagami-ko) im Landkreis (gun) Tsukui der japanischen Präfektur (ken) Kanagawa (≈Provinz Sagami). 2006 wurde sie im Zuge der Großen Heisei-Gebietsreform zusammen mit der benachbarten Stadt Tsukui in die kreisfreie Stadt (shi) Sagamihara eingemeindet, wo ihr Gebiet 2010 Teil des Bezirks (ku) Midori wurde.
Die Stadt Sagamisee entstand 1955 im Landkreis Tsukui als Zusammenschluss der Städte Obara, Yose und der Dörfer (mura) Chigira und Uchigō. Erstere drei hatten bereits seit der Einrichtung der heutigen Gemeindeformen 1889 einen Gemeindeverband gebildet. 1947 wurde der Fluss (kawa) Sagami durch das seit den 1930er Jahren geplante Wasserkraftwerk zum See aufgestaut, was mit zahlreichen Umsiedlungen verbunden war. Der See wurde ein wichtiges Erholungsgebiet. Bei den Olympischen Spielen in Tokio 1964 fanden dort die Kanu-Wettbewerbe statt.